# سن-فرانسوا-اگزاویه-دو-برومپتون، کبک
سَن-فرانسوا-اِگزاویه-دو-برومپتُن (به فرانسوی: Saint-François-Xavier-de-Brompton) قصبه‌ای در منطقه شهری لو وال-سن-فرانسوا ناحیه استری در استان کبک کانادا است. در سرشماری سال ۲۰۱۱ این قصبه ۲٬۰۸۴ نفر جمعیت داشته‌است و مساحت آن ۹۶٫۱۱ کیلومتر مربع است.